# Rubellius Plautus
Sergius (?) of Gaius (?) Rubellius Plautus (na 33 - 62 n.Chr.) was een Romeins aristocraat en concurrent van Nero. Want door zijn moeder Julia, de dochter van Drusus minor en Livilla, was hij een achterneef van Claudius en nauw verwant met de domus Augusta. Zijn vader was de senator Gaius Rubellius Blandus.
Zijn vader stierf reeds in 38 n.Chr., terwijl zijn moeder in 43 n.Chr. op Messalina's aanstichten werd vermoord.
In 55 n.Chr. werd Iunia Silana, de weduwe van Gaius Silius, door de keizersmoeder Julia Agrippina minor in haar huwelijk met Titus Sextius Africanus gehinderd. Uit wraak liet ze twee van haar clientes (Iturius en Alvisius) het gerucht verspreiden dat Agrippina wilde huwen met Rubellius Plautus (die even nauw met Augustus was verwant als Nero zelf), om hem vervolgens tot princeps te doen aanstellen. Agrippina verdedigde zich door zich te beroepen op haar moederliefde, die haar niet zou toestaan, een ander dan haar eigen, moeizaam daarop gebrachte zoon op de troon te zien. Iunia Silana werd daarop samen met haar clientes verbannen en Nero liet de beschuldiging vallen.
In 60 n.Chr., na de moord op Agrippina verscheen er een komeet aan de hemel, die het volk deed geloven dat een troonswisseling voor de deur stond. Verdere voortekenen overtuigden het volk en ook Nero zelf, dat Rubellius Plautus de door de goden uitverkorene was. Nero schreef hem een hoffelijke brief, waarin hij hem bad, ter wille van de rust in Rome terug te keren naar de provincia Asia. Plautus volgde dit bevel op en trok met zijn vrouw Antistia Politta, de dochter van Lucius Antistius Vetus, in ballingschap, waar ze, zoals voorheen in Rome, gelukkig en teruggetrokken volgens de oude Romeinse deugden leefden.
Na Seneca's terugtrekking in 62 n.Chr. nam Nero's vrees voor mogelijke concurrenten toe. Hij herinnerde zich zijn in ballingschap gestuurde verwanten Plautus en Faustus Cornelius Sulla Felix, die in zijn ogen slechts erop wachtten, om de in de provinciae gelegerde legers tegen hem te gebruiken. Plautus' rijkdom, zijn levensstijl naar de oude Romeinse deugden en zijn stoïcijnse filosofie maakten hem in het bijzonder verdacht. Terwijl Sulla enkele dagen later in Massilia werd vermoord, had Nero's voornemen intussen Klein-Azië bereikt. Daarom deed het gerucht onder het volk de ronde dat Gnaius Domitius Corbulo, de stadhouder van de provincia Asia met Plautus zou hebben samengezworen en Nero's afgezanten zou hebben verslagen. Plautus zelf volgde echter nooit het advies van zijn schoonvader op om zich met wapengeweld te verweren, maar wachtte rustig zijn dood af. In Rome zou Nero het afgehouwen hoofd van Plautus bespotten om diens lange neus. Hij zei hierbij in het belang van het rijk te hebben gehandeld en liet Plautus en Sulla postuum uit de senaat zetten. Zijn goederen (waaronder het landgoed saltus Blandianus in de provincia Africa) liet Nero na aan Claudia Octavia, van wie hij zich terzelfder tijd liet scheiden.
Plautus' vrouw Antistia treurde jarenlang publiekelijk om haar man en verzocht, om Nero te verplichten het onrecht dat haar man was aangedaan te noemen. Toen ze merkte, dat ook voor haar en haar vader een veroordeling dreigde, liet ze haar slaven vrij en pleegde samen met Vetus' schoonmoeder Sextia in 66 n.Chr. zelfmoord. Toen Nero haar dood vernam, zei hij dat hij het hen toestond te sterven zoals zij dit wensten. Ook andere vrienden van Plautus werden geëxecuteerd, daar ze Nero aan de vermoorde verwanten herinnerden. Wat er van Plautus' en Antistia's kinderen werd, is niet bekend.